# Xenocarida
Xenocarida (do grego: camarão estranho) é um clado pertencente ao subfilo Crustacea que agrupa as classes Remipedia e Cephalocarida, ambas compostas por pequenos crustáceos considerados primitivos e apenas descritos no século XX. O agrupamento Xenocarida é considerado como o clado irmão dos Hexapoda.